# Camponotus hemichlaena
Camponotus hemichlaena är en myrart som beskrevs av Keizo Yasumatsu och Brown 1951. Camponotus hemichlaena ingår i släktet hästmyror, och familjen myror. Inga underarter finns listade.